# Administratie van het Patrimonium van de Heilige Stoel

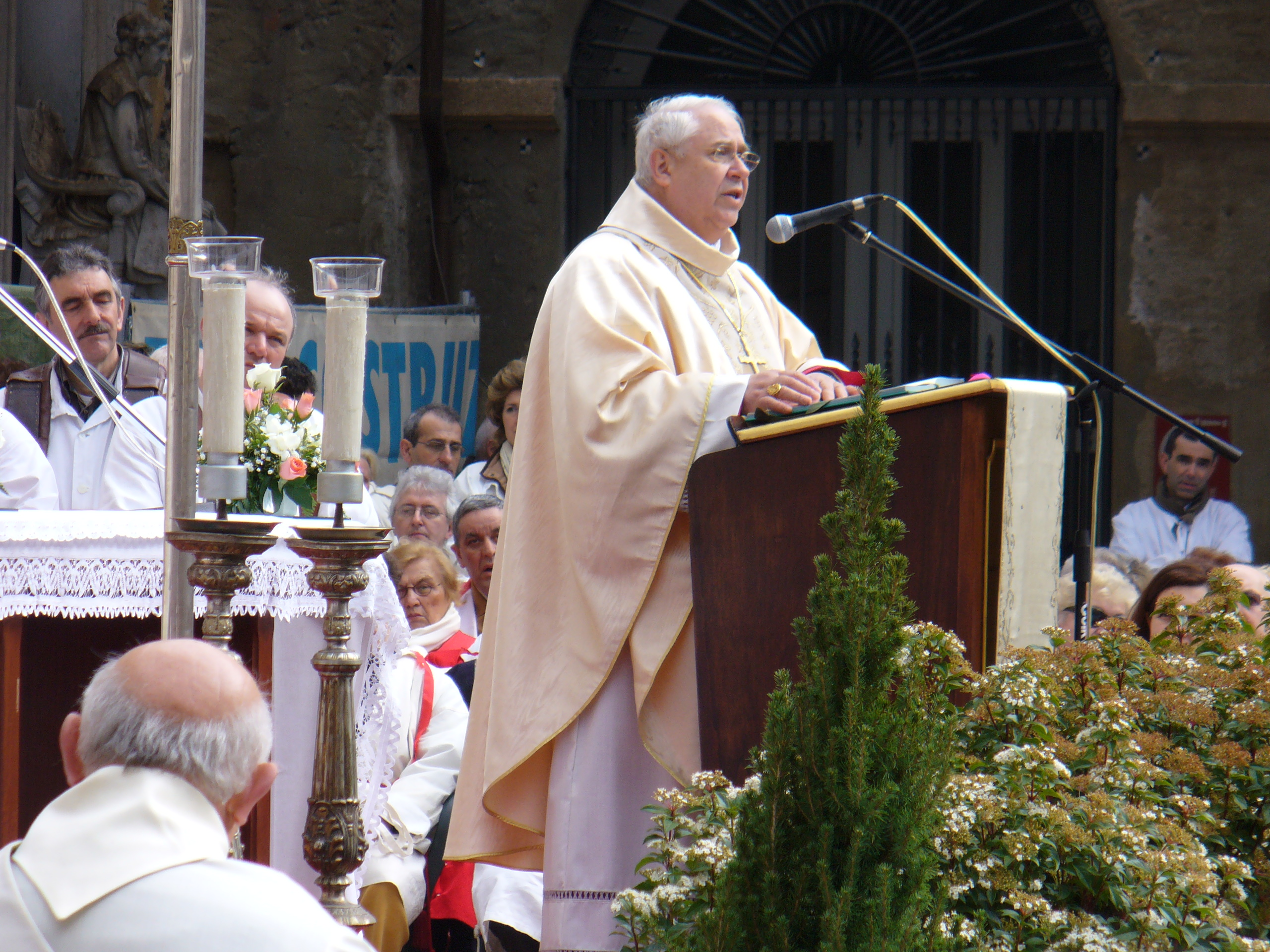
Domenico Calcagno, president-emeritus

De Administratie van het Patrimonium van de Heilige Stoel (Italiaans: Amministrazione del Patrimonio della Sede Apostolica, afgekort APSA) is een dicasterie van de Romeinse Curie belast met het beheer van de eigen goederen van de Heilige Stoel, zodanig dat ze ten goede komen aan het functioneren van de Romeinse Curie. De administratie werd door paus Paulus VI op 15 augustus 1967 in het leven geroepen.
De administratie kende twee afdelingen. De zogenaamde Gewone Afdeling voerde het economisch beheer over goederen, zodanig dat de overige dicasterieën van de Curie voorzien worden van middelen. De Buitengewone Afdeling beheerde bijzondere roerende goederen van de Heilige Stoel, alsmede de fondsen die voortvloeien uit de Lateraanse Verdragen uit 1929.
Op 8 juli 2014 werd met een wijziging van de apostolische constitutie Pastor Bonus de Gewone Afdeling losgemaakt van deze Administratie en ondergebracht bij het Secretariaat voor de Economie. De overblijvende afdeling functioneert als centrale bank van het Vaticaan, met alle verplichtingen en verantwoordelijkheden zoals die van andere centrale banken.

## Presidenten van de Administratie
- 1968 - 1969: Amleto Giovanni Cicognani
- 1969 - 1979: Jean-Marie Villot
- 1979 - 1981: Giuseppe Caprio
- 1981 - 1984: Agostino Casaroli
- 1984 - 1989: Agnelo Rossi
- 1989 - 1995: Rosalio José Castillo Lara
- 1995 - 1998: Lorenzo Antonetti
- 1998 - 2002: Agostino Cacciavillan
- 2002 - 2011: Attilio Nicora
- 2011 - 2018: Domenico Calcagno
- 2018 - 2023: Nunzio Galantino
- 2023 - heden: Giordano Piccinotti S.D.B.